# André d’Aron
André d’Aron (* 12. Dezember 1957) ist ein ehemaliger österreichischer Politiker (FPÖ). Er war von 1999 bis 2001 Mitglied des Bundesrates und von 2001 bis 2004 Bezirksvorsteher-Stellvertreter in Wien-Ottakring.
André d’Aron wurde am 1. Dezember 1998 als Mitglied des Bundesrates angelobt und fungierte dort zwischen dem 4. Mai 1999 und dem 6. April 2000 als Vorsitzender des Ausschusses für wirtschaftliche Angelegenheiten. Zudem war er vom 8. Mai 2000 bis zum 27. April 2001 Vorsitzender des Ausschusses für Wirtschaft und Arbeit. Nach der Landtags- und Gemeinderatswahl in Wien 2001 schied d’Aron am 26. April 2001 aus dem Bundesrat aus und übernahm am 1. Mai 2001 das Amt des Bezirksvorsteher-Stellvertreters von Ottakring. Am 29. März 2004 trat d’Aron von diesem Amt zurück. Bald darauf erfolgte sein Ausschluss aus der Landespartei der FPÖ, nachdem in einem Mietshaus in seinem Besitz, das an einen Dritten, nicht für Wohnzwecke, vermietet wurde, im Keller ein Wohnquartier entdeckt worden war, das zeitweise von 60 Migranten bewohnt wurde.